# Peixe-serra-comum
O peixe-serra-comum, peixe-serra-dentuço ou peixe-serra-de-dentes-grandes (nome científico: Pristis pristis) é uma espécie de peixe-serra da família dos pristídeos (Pristidae). É encontrado em todo o mundo em regiões costeiras tropicais e subtropicais, mas também entra em água doce. Diminuiu drasticamente e agora está criticamente ameaçado.

## Taxonomia
A taxonomia de Pristis pristis em relação a P. microdon (distribuição reivindicada: Indo-Pacífico Ocidental) e P. perotteti (distribuição reivindicada: Atlântico e Pacífico Oriental) historicamente causou confusão considerável, mas evidências publicadas em 2013 revelaram que os três são coespecíficos, pois faltam diferenças morfológicas e genéticas. Como consequência, autoridades recentes tratam P. microdon e P. perotteti como sinônimos de P. pristis. Com base na análise dos genes NADH-2, existem três clados principais de P. pristis: Atlântico, Indo-Pacífico Ocidental e Pacífico Leste. Seu nome científico Pristis (tanto o gênero quanto o nome específico) é derivado da palavra grega para serra.

## Descrição
O peixe-serra-comum possivelmente atinge até 7,5 metros (25 pés) de comprimento total, mas o maior confirmado foi um indivíduo da África Ocidental com 7 metros (23 pés) de comprimento. Um indivíduo capturado em 1951 em Galveston, Texas, que foi documentado em filme, mas não medido, foi estimado em tamanho semelhante. Hoje, a maioria dos indivíduos é muito menor e o comprimento típico é de 2 a 2,5 metros (6,6 a 8,2 pés). Indivíduos grandes podem pesar até 500–600 quilos (1 102–1 323 libras), ou possivelmente até mais. Suas partes superiores são geralmente cinza a marrom-amarelado, muitas vezes com um tom amarelo claro nas nadadeiras. Indivíduos em água doce podem ter uma cor avermelhada causada pela sufusão de sangue abaixo da pele. A parte inferior é acinzentada ou branca.
O peixe-serra-comum é facilmente reconhecido pela posição anterior da barbatana dorsal com o seu bordo de ataque colocado claramente à frente do bordo de ataque das barbatanas pélvicas (quando o peixe-serra é visto de cima ou de lado), as barbatanas peitorais relativamente longas com ângulos pontudos e a presença de um pequeno lóbulo inferior da cauda. Em todas as outras espécies de peixe-serra, a ponta de sua nadadeira dorsal é colocada na, ou atrás, da borda de ataque das nadadeiras pélvicas, e todas as outras espécies de peixe-serra Pristis têm nadadeiras peitorais mais curtas com pontas menos pontiagudas e carecem de um lóbulo inferior distinto da cauda (muito pequeno ou nenhum). O rostro ("serra") do peixe-serra-comum tem largura de 15 a 25% de seu comprimento, que é relativamente larga em comparação com outras espécies de peixe-serra, e há 14 a 24 dentes igualmente separados em cada lado dele.[a] Em média, as fêmeas têm rostros mais curtos com menos dentes do que os machos. O comprimento proporcional do rostro também varia com a idade, sendo a média de cerca de 27% do comprimento total do peixe, mas pode chegar a 30% em juvenis e tão baixo quanto 20–22% em adultos.

## Distribuição e habitat

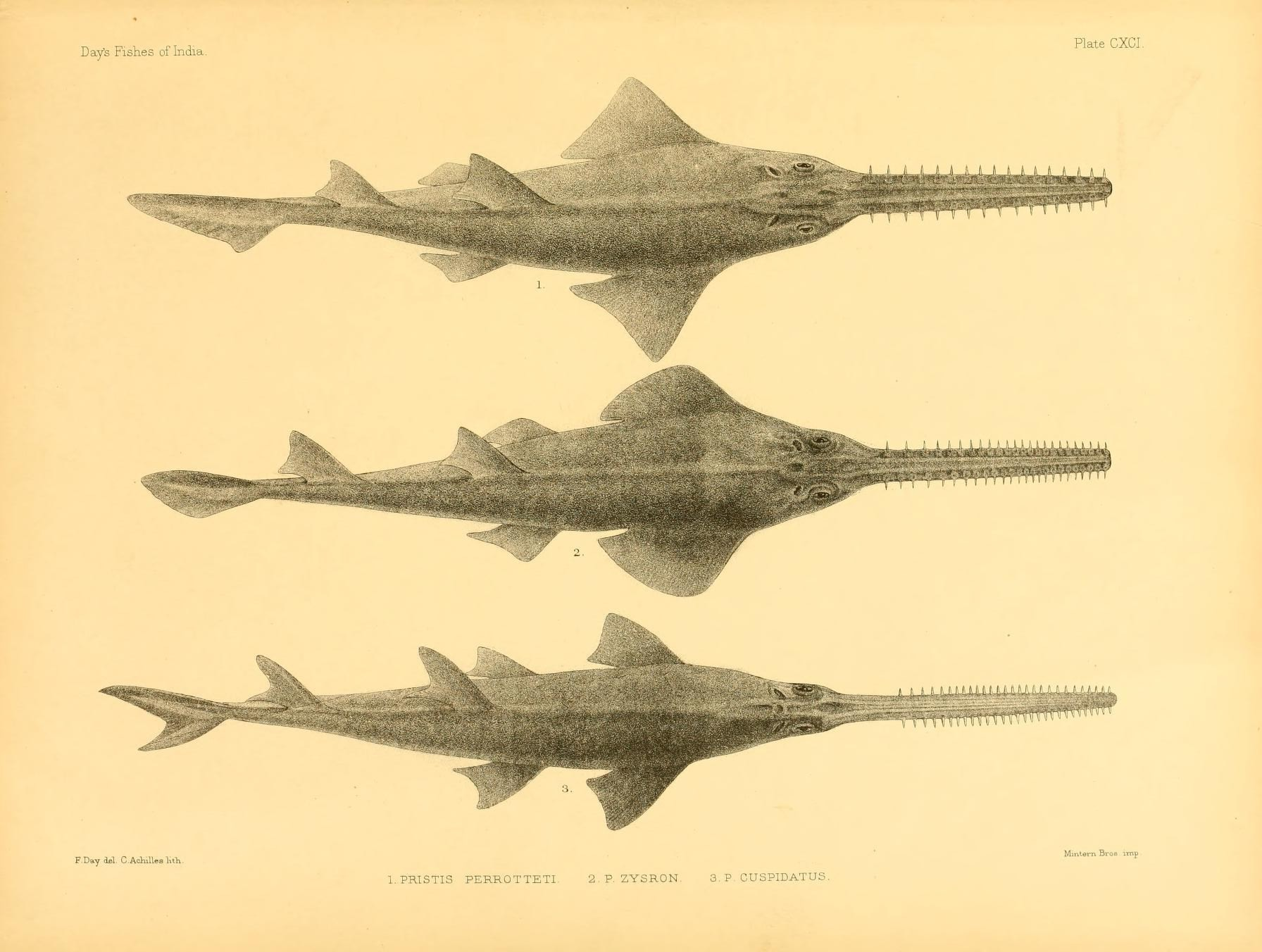
Comparação do peixe-serra-comum (topo), peixe-serra verde (P. zijsron; meio) e peixe-serra-dente-de-faca (Anoxypristis cuspidata; embaixo). Observe especialmente a largura da serra, os dentes da serra, o formato da cauda e das barbatanas peitorais, e a posição das barbatanas dorsais em comparação com as barbatanas pélvicas

O peixe-serra-comum pode ser encontrado em todo o mundo em regiões costeiras tropicais e subtropicais, mas também entra em água doce e foi registrado em rios a até 1 340 quilômetros (830 milhas) do mar. Historicamente, sua distribuição no Atlântico Leste ia da Mauritânia a Angola. Existem relatos antigos (últimos no final da década de 1950 ou pouco depois) do Mediterrâneo e estes foram tipicamente considerados como vagantes, mas uma revisão dos registros sugere fortemente que este mar tinha população reprodutora. Sua distribuição no Atlântico Ocidental ia do Uruguai ao Caribe e ao Golfo do México. Embora existam relatos de vários estados da Costa do Golfo nos Estados Unidos, uma revisão indica que apenas os do Texas são genuínos. Outros espécimes, notadamente vários alegados como sendo da Flórida, provavelmente foram importados de outros países. Sua distribuição no Pacífico Leste ia do Peru a Mazatlán, no México. Historicamente, foi difundido no Indo-Pacífico, desde a África do Sul até o Chifre da África, Índia, Sudeste Asiático e Norte da Austrália. Sua distribuição total cobria quase sete milhões e 200 mil quilômetros quadrados (dois milhões e 800 mil milhas quadradas), mais do que qualquer outra espécie de peixe-serra, mas desapareceu de grande parte de seu alcance histórico. O último registro feito no Mediterrâneo data de 1959.
Os adultos são encontrados principalmente em estuários e águas marinhas a uma profundidade de 25 metros (82 pés), mas principalmente a menos de 10 metros (33 pés). No entanto, a espécie parece ter maior afinidade por habitats de água doce do que o peixe-serra-de-dentes-pequenos (P. pectinata), o peixe-serra-verde (P. zijsron) e o peixe-serra-anão (P. clavata). O peixe-serra-comum da população do Lago Nicarágua parece passar a maior parte, se não toda, de sua vida em água doce, mas pesquisas de marcação indicam que pelo menos alguns se movem entre este lago e o mar. Estudos em cativeiro mostram que esta espécie eurialina pode prosperar a longo prazo tanto em água salgada quanto em água doce, independentemente de sua idade, e que uma aclimatação de sal para água doce é mais rápida do que o contrário. Em cativeiro, são conhecidos por serem ágeis (mesmo nadando para trás), têm habilidade incomum de "escalar" com o uso das nadadeiras peitorais e podem saltar para longe da água; um indivíduo de 1,8 metro de comprimento (5,9 pés) saltou para uma altura de 5 metros (16 pés). Foi sugerido que isso pode ser uma adaptação para atravessar cachoeiras e corredeiras de tamanho médio ao subir o rio. Geralmente são encontrados em áreas com fundo de areia, lama ou lodo. A temperatura preferencial da água é entre 24 e 32 °C (75–90 °F), e 19 °C (66 °F) ou mais fria é letal.

## Comportamento e estilo de vida

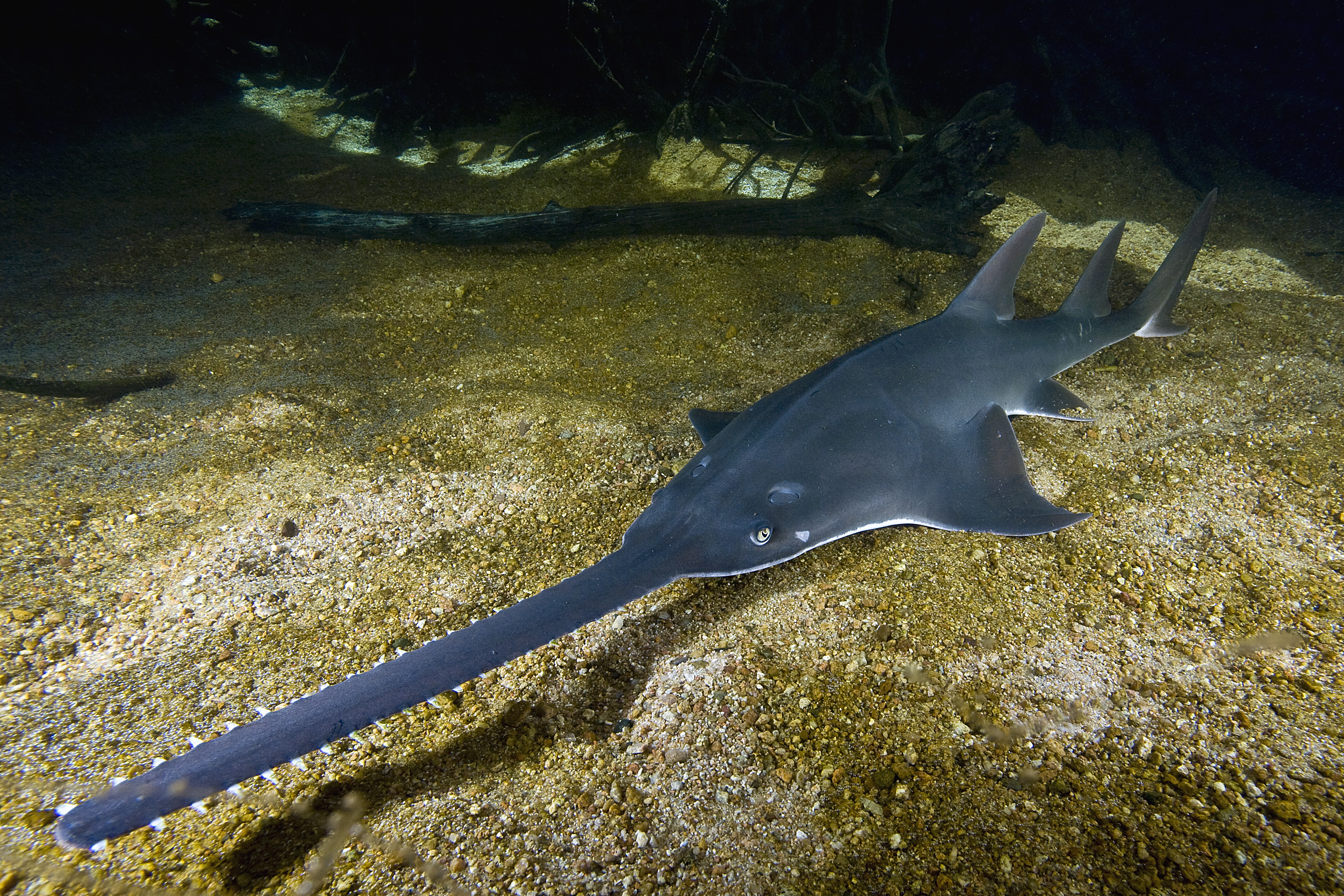
Espécime avistado na Austrália, o único país que ainda tem uma população relativamente saudável desta espécie

A maturidade sexual é atingida num comprimento de cerca de 2,8–3 metros (9,2–9,8 pés) aos 7–10 anos de idade. A reprodução é sazonal nesta espécie ovovivípara, mas o momento exato parece variar dependendo da região. As fêmeas adultas podem procriar uma vez a cada 1–2 anos, o período de gestação é de cerca de cinco meses, e há indícios de que as mães retornam à região onde nasceram para dar à luz seus próprios filhotes. Há 1–13 (média de c. 7) filhotes em cada ninhada, com 72–90 centrímetros (28–35 polegadas) de comprimento ao nascer. Provavelmente nascem em água salgada ou salobra perto da foz dos rios, mas se movem à água doce, onde os filhotes passam os primeiros trêss a cinco anos de vida, às vezes até 400 quilômetros (250 milhas) rio acima. Na bacia amazônica, o peixe-serra-comum foi relatado ainda mais rio acima, e isso envolve principalmente indivíduos jovens com até 2 metros (6,6 pés) de comprimento. Ocasionalmente, indivíduos jovens ficam isolados em piscinas de água doce durante enchentes e podem viver lá por anos. A expectativa de vida potencial do peixe-serra-pequeno é desconhecida, mas quatro estimativas sugerem 30 anos, 35 anos, 44 anos e 80 anos. É um predador que se alimenta de peixes, moluscos e crustáceos. A "serra" pode ser usada tanto para mexer no fundo para encontrar presas quanto para cortar grupos de peixes. Os peixes-serra são dóceis e inofensivos para os humanos, exceto quando capturados onde podem infligir ferimentos graves ao se defenderem.

## Conservação

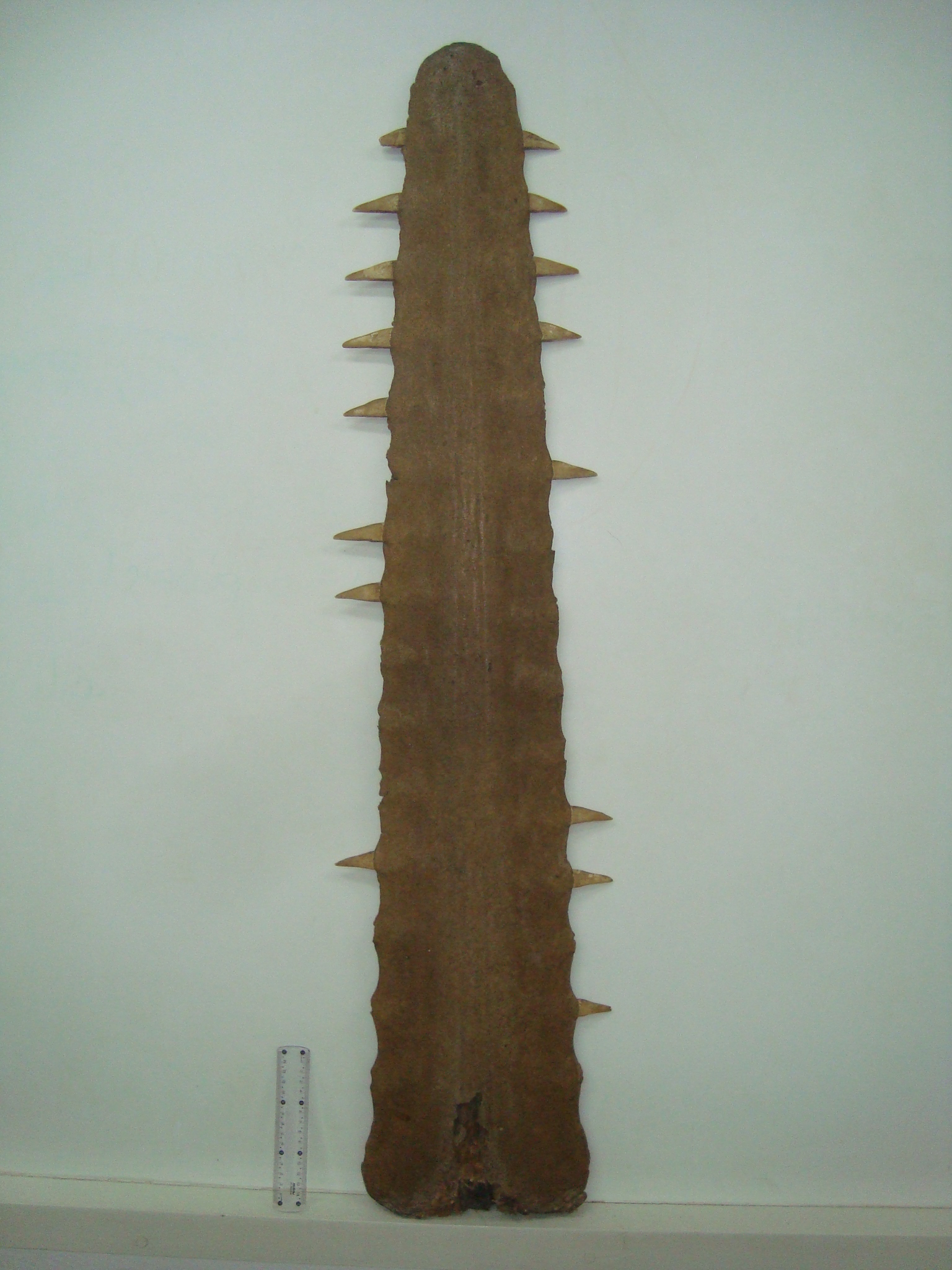
Grande rostro ou "serra" de um peixe-serra-comum com vários dentes faltando (as marcas pretas na régua têm 5 centímetros ou 2 polegadas de distância)

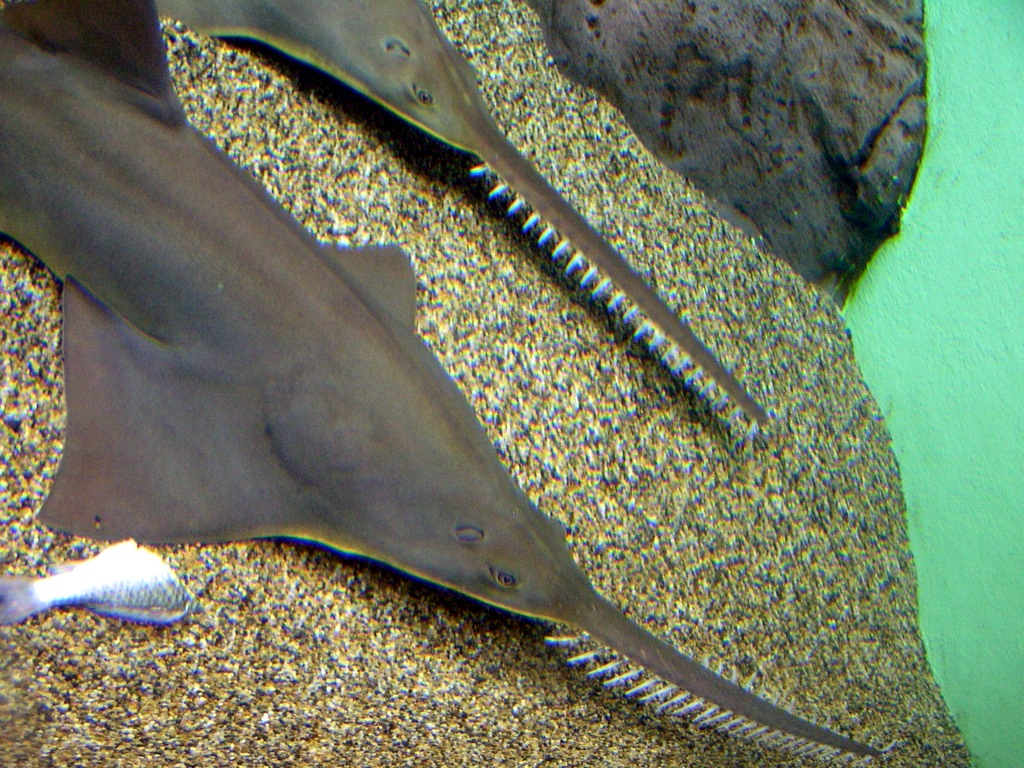
Dois espécimes no Aquário Oceânico de Xangai, China

Conforme sugerido por seu nome popular peixe-serra-comum, já foi abundante, mas agora diminuiu drasticamente, levando-o a ser considerado uma espécie criticamente ameaçada pela União Internacional para a Conservação da Natureza (UICN / IUCN). A principal ameaça é a sobrepesca, mas também sofre com a perda de habitat. Tanto suas barbatanas (usadas na sopa de barbatanas de tubarão) quanto a "serra" (como novidades) são altamente valiosas, e a carne é usada como alimento. Por causa da "serra", são particularmente propensos a se enredar em redes de pesca. Historicamente, o peixe-serra também foi perseguido pelo óleo em seu fígado. Na região do delta do Níger, no sul da Nigéria, o peixe-serra (conhecido como oki em ijó e idiomas vizinhos) é tradicionalmente caçado por suas serras, que são usadas em máscaras. O peixe-serra-comum, especialmente os jovens, às vezes é comido por crocodilos e grandes tubarões. Esta espécie é o peixe-serra mais numeroso em aquários públicos, mas é frequentemente listado sob o sinônimo P. microdon. Studbooks incluíram 16 indivíduos (10 machos, seis fêmeas) em aquários norte-americanos em 2014, cinco indivíduos (três machos, duas fêmeas) em aquários europeus em 2013 e 13 indivíduos (seis machos, sete fêmeas) em aquários australianos em 2017. Outros são mantidos em aquários públicos na Ásia.
O peixe-serra-comum foi extirpado de muitas regiões onde anteriormente estava presente. Entre os 75 países registrados historicamente, desapareceu de 28 e pode ter desaparecido de outros 27, deixando apenas 20 países onde certamente ainda está presente. Em termos de área, isso significa que certamente sobrevive em apenas 39% de sua distribuição histórica. Apenas a Austrália ainda tem uma população relativamente saudável da espécie e esta pode ser a última população restante em todo o Indo-Pacífico que é de tamanho suficiente para ser viável, mas mesmo ela experimentou um declínio. Outros lugares no Indo-Pacífico onde ainda está presente, mesmo que em números muito baixos, estão ao largo da África Oriental, subcontinente Indiano e Papua Nova Guiné, e no Pacífico Leste sobrevive ao largo da América Central, Colômbia e norte do Peru. Se sobrevive em qualquer lugar no sudeste da Ásia é geralmente incerto, mas um foi capturado nas Filipinas em 2014 (um país onde de outra forma era considerado extirpado). A espécie desapareceu de grande parte de sua faixa atlântica e diminuiu onde ainda está presente. A maior população remanescente nesta região provavelmente está no estuário do Amazonas, mas outra população importante está no sistema do rio São João na América Central. Já foi abundante no Lago Nicarágua (parte do sistema do rio São João), mas essa população caiu rapidamente durante a década de 1970, quando dezenas de milhares foram capturados. Foi protegido na Nicarágua desde o início dos anos 1980, mas permanece raro no lago hoje, e agora está ameaçado pelo planejado Canal da Nicarágua. Na África Ocidental, o Arquipélago de Bijagós tem sido frequentemente considerado o último reduto remanescente, mas entrevistas com moradores locais indicam que agora o peixe-serra também é raro lá.
Todas as espécies de peixe-serra foram adicionadas ao Apêndice I da Convenção sobre o Comércio Internacional das Espécies Silvestres Ameaçadas de Extinção (CITES) em 2007, restringindo assim o comércio internacional. Como o primeiro peixe marinho, houve uma tentativa de listá-lo sob a Lei de Espécies Ameaçadas (ESA) em 2003 pelo Serviço Nacional de Pesca Marinha dos Estados Unidos, mas foi recusado. No entanto, foi listado como P. perotteti sob a ESA em 2011. Após mudanças taxonômicas, a listagem ESA foi atualizada para P. pristis em dezembro de 2014. O peixe-serra-comum é protegido na Austrália e nos Estados Unidos, onde vários projetos de conservação foram iniciados, mas provavelmente já foi extirpado deste último país (último registro confirmado em 1961 de Nueces, Texas). Além disso, recebe um nível de proteção em Bangladexe, Brasil, Guiné, Índia, Indonésia, Malásia, México, Nicarágua, Senegal e África do Sul, mas a pesca ilegal continua, muitas vezes falta o cumprimento das leis de pesca e já desapareceu de alguns desses países.
No Brasil, em 2007, foi classificado como criticamente em perigo na Lista de espécies de flora e fauna ameaçadas de extinção do Estado do Pará (sob o nome científico P. perotteti); em 2010, como vulnerável no Livro Vermelho da Fauna Ameaçada no Estado do Paraná (sob o nome científico P. perotteti) em 2014, como regionalmente extinto no Livro Vermelho da Fauna Ameaçada de Extinção no Estado de São Paulo (sob o nome científico P. perotteti) e como criticamente em perigo na Portaria MMA N.º 444 de 17 de dezembro de 2014; em 2017, como criticamente em perigo na Lista Oficial das Espécies da Fauna Ameaçadas de Extinção do Estado da Bahia de 2017; em 2018, como criticamente em perigo no Livro Vermelho da Fauna Brasileira Ameaçada de Extinção do Instituto Chico Mendes de Conservação da Biodiversidade (ICMBio) e vulnerável na Lista das Espécies da Fauna Ameaçadas de Extinção no Estado do Rio de Janeiro (sob o nome científico P. perotteti); e como criticamente em perigo no anexo três (peixes) da Lista Oficial da Fauna Brasileira Ameaçada de Extinção da Portaria MMA Nº 148, de 7 de junho de 2022